# Кристиан VIII
Кристиан VIII (дат. Christian 8.; 18 сентября 1786[…], Кристиансборг, Копенгаген — 20 января 1848[…], Амалиенборг, Копенгаген) — король Норвегии с 19 мая по 10 октября 1814 года, король Дании с 1839 года. В 1839 году был награждён орденом Св. Андрея Первозванного.

## Биография

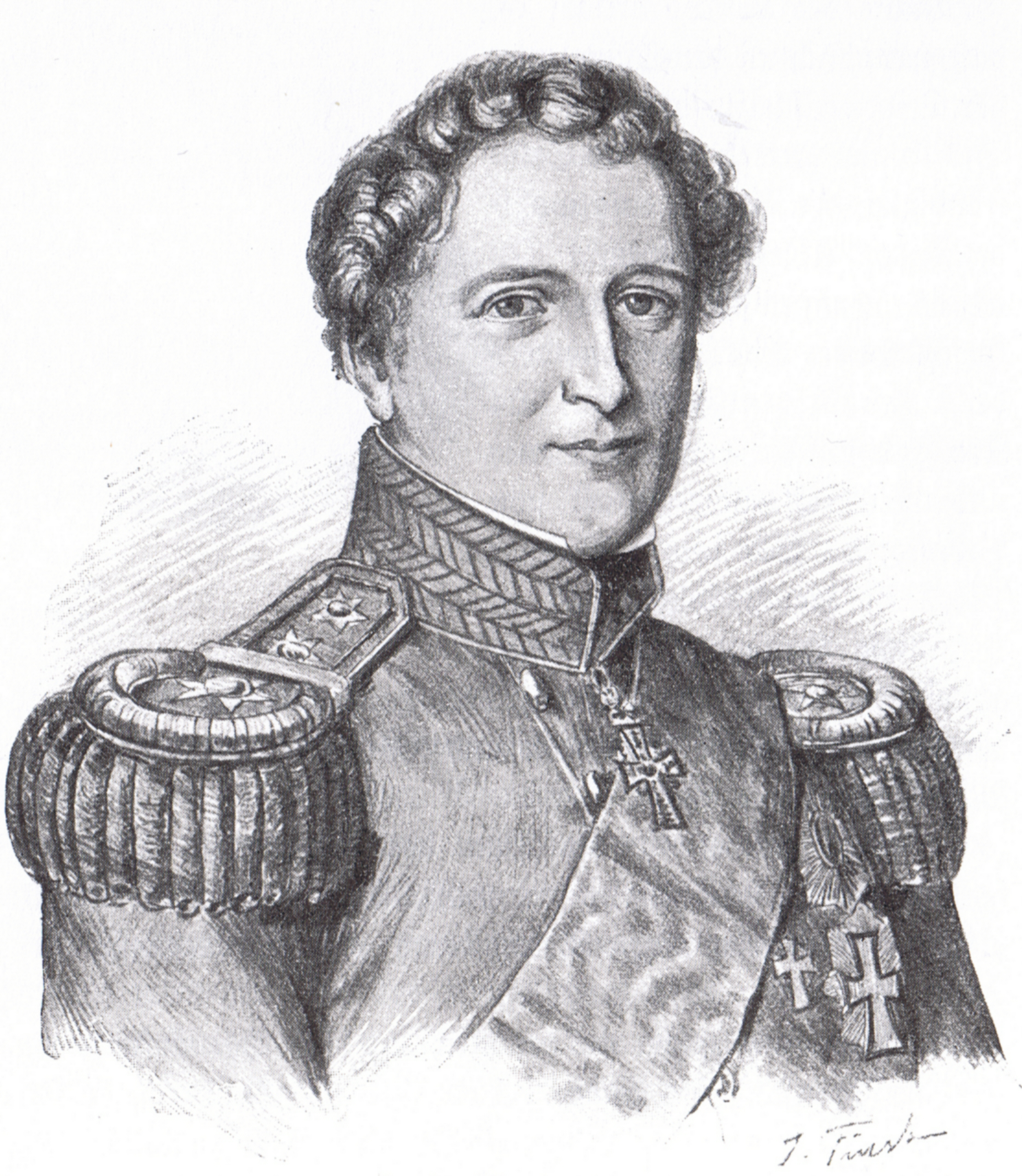
Норвежский король Кристиан VIII

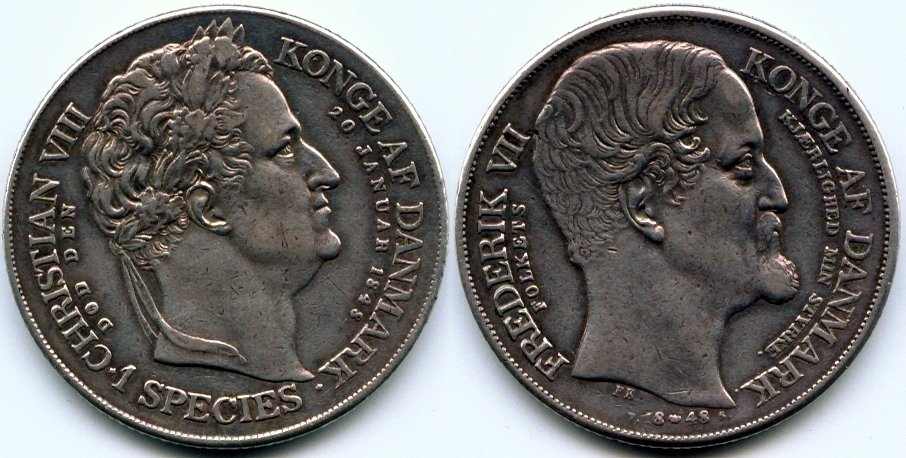
1 ригсдалер специес 1848 года — датская памятная монета по поводу смерти короля Кристиана VIII и взошествия на престол короля Фредерика VII

Принц Кристиан Фредерик родился во дворце Кристиансборг в Копенгагене 18 сентябрь 1786 года. Принц был внуком короля Фредерика V, сын его младшего сына принца Фредерика (1753—1805), в 1770—1780-е годы бывшего регентом Дании. Отец его приходился двоюродным братом Ивану VI. Будучи с 1813 года штатгальтером Норвегии в рамках датско-норвежской унии, Кристиан отказался признать условия одного из Кильских мирных договоров 1814 о переходе Норвегии от Дании к Швеции.
19 мая 1814 года избран королём Норвегии, но не был признан великими державами и 10 октября 1814 года отказался от короны, после чего установилась шведско-норвежская уния.
В 1815—1818 годах — губернатор датского острова Фюн.
В 1818—1831 годах не участвовал в государственных делах.
В 1831—1839 годах — член Тайного совета.
Наследовал датский престол после смерти своего двоюродного брата Фредерика VI. Был последним представителем датского абсолютизма. Проводил политику подавления крестьянского и либерально-демократического движения в Дании и национально-освободительного движения в Шлезвиге и Гольштейне. Вместе с тем тайно был подготовлен проект конституции. О ней объявил его сын Фредерик VII через 8 дней после смерти короля.
Преемником Кристиана стал его бездетный сын Фредерик VII, но наследником второй очереди еще в 1847 году был определён представитель отдалённой ветви Ольденбургов Кристиан Глюксбургский, впоследствии король Кристиан IX, родоначальник датской, норвежской и греческой династий.

## Масонство
Кристиан VIII был принят в масонство 12 мая 1817 года. 12 ноября 1836 года он стал великим мастером Великой земельной ложи Дании и оставался на посту до своей кончины в 1848 году.